# Witold Milwid
Witold Milwid vel Tadeusz Wysocki pseud. „T-5”, „Todek” (ur. 5 grudnia?/18 grudnia 1915 w Jekaterynosławiu, zm. 12 listopada 1949 w Bydgoszczy) – polski działacz konspiracji niepodległościowej w czasie II wojny światowej, podporucznik kontrwywiadu Komendy Okręgu Wileńskiego AK, ofiara powojennych represji stalinowskich.

## Życiorys
Był absolwentem Uniwersytetu Stefana Batorego w Wilnie. Z zawodu był chemikiem. W czasie II wojny światowej związany był z konspiracją niepodległościową jako żołnierz Armii Krajowej na Wileńszczyźnie, będąc członkiem oddziału specjalnego odpowiedzialnego za wykonywanie egzekucji na kolaborantach niemieckich. Według relacji między innymi Mikołaja Matulewskiego ps. „Żbik” i swojej żony Ireny Milwid, Witold był uczestnikiem likwidacji redaktora Czesława Ancerewicza współpracującego z wileńską gadzinówką „Goniec Codzienny”. 
Wraz ze zmianą granic na wiosnę 1945 opuścił ze swoją żoną Ireną Wileńszczyznę i wyjechał do Bydgoszczy. Od 1947 pracował w cukrowni w Pastuchowie na Dolnym Śląsku, gdzie 3 września 1948 został aresztowany przez funkcjonariuszy Ministerstwa Bezpieczeństwa Publicznego. W publicznym procesie odbywającym się w sali rozpraw w Resursie Kupieckie w Bydgoszczy, sądzony był wspólnie z porucznikiem Jerzym Łozińskim i podporucznikiem Władysławem Subortowiczem jako członkowie grupy kontrwywiadu wileńskiej AK o kryptonimie „Cecylia”. Łozińskiemu, Milwidowi i Subortowiczowi prokuratura zarzuciła, iż w roku 1944 zatrzymali i wydali Niemcom czworo działaczy komunistycznych. 3 września 1949 wyrokiem Wojskowego Sądu Rejonowego w Bydgoszczy został skazany na karę śmierci i 12 listopada 1949 stracony w więzieniu przy Wałach Jagiellońskich w Bydgoszczy. Ciało Witolda Milwida potajemnie pochowano na cmentarzu komunalnym w Bydgoszczy. Jego żona Irena Milwid za pomoc mężowi została skazana na rok i sześć miesięcy więzienia. 
W 1964 na emigracji ukazała się książka Sergiusza Piaseckiego pt. Dla honoru Organizacji. Witold Milwid był pierwowzorem książkowego „R-9”. 
W 1991 Witold Milwid został pośmiertnie uhonorowany Krzyżem Kawalerskim Orderu Odrodzenia Polski. W 1994 Sąd Wojewódzki w Bydgoszczy uznał wydane wcześniej orzeczenia skazujące Witolda Milwida na śmierć za nieważne.